# 結月こころ
結月 こころ（ゆづき こころ、 7月25日‐）は、日本のタレント、レースクイーン、コスプレイヤー。富山県出身。血液型O型。身長160cm。
「こころん」の愛称で親しまれている。

## 人物像
- @ほぉ〜むカフェ、アフィリア・アスタリスクのキャストだった。@ほぉ〜むカフェ所属時の名前はリリス。
- かなりマイペースだが行動力はあり、突発的にイベントを催したりする。告知をしないのでファン泣かせである。
- アニメ・漫画・海外ドラマ・洋画にかなり詳しい。殺伐としたグロテスクな作画やループものを好む。特にアニメが大好きで、一週間のほとんどのアニメを録画し容量がいつも足りなくなっている。海外ドラマではウォーキング・デッド、スーパーナチュラルにかなり影響を受けている。
- ゾンビ好きとしても有名。漫画に関しては少年漫画・少女漫画問わず詳しい。

### 愛称
- 「こころん」「りりたん」。

## 出演歴

### レースクイーン
- 2015年：スーパー耐久TRACYSPORTS
- 2016年：スーパー耐久W.S. ENGINEERING

### イメージガール
- 2014年：関東でちゃうガールズ
- 2016年：富山県高岡市観光大使公式コスプレイヤーあみたん娘

### 雑誌
- GALS PARADISE(2015年、2016年）

### グラビアサイト
- 「GALS PARADICE」
- 「レースクイーン時計」
- 「Qブロ！」